# Aspilus crassipes
Aspilus crassipes är en skalbaggsart som beskrevs av John Obadiah Westwood 1874. Aspilus crassipes ingår i släktet Aspilus och familjen Cetoniidae. Inga underarter finns listade.